# Clastrieromyia kremeri
Clastrieromyia kremeri är en tvåvingeart som beskrevs av Gustavo R. Spinelli och Eileen D. Grogan 1985. Clastrieromyia kremeri ingår i släktet Clastrieromyia och familjen svidknott. Inga underarter finns listade i Catalogue of Life.